# Bulls Road Cemetery
Bulls Road Cemetery is een Britse militaire begraafplaats met gesneuvelden uit de Eerste Wereldoorlog, gelegen in de Franse gemeente Flers in het departement Somme. De begraafplaats ligt aan de Rue de Gueudecourt op 450 m ten oosten van het dorpscentrum (Église Saint-Martin). Ze werd ontworpen door Herbert Baker en wordt onderhouden door de Commonwealth War Graves Commission. De begraafplaats heeft een rechthoekig grondplan met een oppervlakte van 2.163 m² en wordt omsloten door een natuurstenen muur (wegens het niveauverschil is de muur vooraan hoger dan achteraan). Het Cross of Sacrifice staat op de scheidingslijn van beide niveaus en op de aslijn van de toegang. Achteraan staat een schuilhuisje. Een zestal traptreden geven toegang tot een open doorgang met twee paaltjes. 
Er liggen 776 slachtoffers begraven waaronder 296 niet geïdentificeerde.

## Geschiedenis
Op 15 september 1916 werd het dorp door de New Zealand Division en de 41st Division ingenomen, hierbij ondersteund door tanks die hier voor het eerst werden ingezet. Tijdens het Duitse lenteoffensief in maart 1918 werd het dorp door hen veroverd maar eind augustus door de 10th West Yorks en de 6th Dorsets van de 17th Division heroverd. 
De eerste slachtoffers werden hier op 19 september 1916 door gevechtseenheden (voornamelijk Australische) begraven en dat ging door tot maart 1917. De 154 graven die tijdens deze maanden werden aangelegd vormen nu Plot I (vooraan op de begraafplaats). De graven 1 tot 17 van rij A in Plot II werden in september 1918 door de burial officer van de 17th Division toegevoegd. De andere graven (voornamelijk van gesneuvelden in september 1916 of augustus 1918 die voorlopig begraven waren in de velden tussen Flers en Longueval) werden na de wapenstilstand naar hier overgebracht.
Onder de geïdentificeerde doden zijn er 234 Britten, 155 Australiërs en 85 Nieuw-Zeelanders. Voor 15 van hen werden Special Memorials opgericht omdat hun graven niet meer gelokaliseerd konden worden en men aanneemt dat ze zich onder een naamloze grafzerk bevinden.

## Graven

### Onderscheiden militairen
- Frederic Devereux Jessop, kapitein bij het East Surrey Regiment en Thomas Alfred Perkins, compagnie sergeant-majoor bij het Royal Berkshire Regiment werden onderscheiden met het Military Cross (MC).
- J. Donnely, sergeant bij het East Surrey Regiment werd onderscheiden met de Distinguished Conduct Medal ((DCM).
- de onderluitenants William George Drew en Frederick Stobo Phillips, de korporaals R. Polhill, Reginald Charles Hayden, D.A. Homersham, William John Jackson en F. Platt en pionier A.O. Wright werden onderscheiden met de Military Medal (MM).

### Minderjarige militair
- Stanley Harold Marston, schutter bij het King's Royal Rifle Corps was slechts 16 jaar oud toen hij op 15 september 1916 sneuvelde.

### Alias
- soldaat Frank Aubrey Langley diende onder het alias Frank Thompson bij de Australian Infantry, A.I.F..